# 閃電五騎士
《閃電五騎士》，為台灣東星電影事業股份有限公司與日本東映合作拍攝的三部假面騎士系列電影第二作（但這三部台灣版假面騎士系列電影，至今仍並未被東映列入正規作品當中），台灣於1976年1月23日～2月11日首映，1987年4月18日～4月23日重映，片長97分鐘。

## 製作梗概
本片的劇情根據《假面騎士X》電視版初期集數，與日本於1974年7月25日上映的電影版《五騎士對黑影魔王》（五人ライダー対キング・ダーク）為藍本修改，敘述X騎士的誕生，到五騎士與反派「魔神GOD組織」的首腦「黑影魔王」（日版的）的決戰。片中黑影魔王最後並變身為原創巨大魔神「齊武帝王」登場。本片演員除了替換為台灣演員演出之外，部分演員登場畫面與打鬥場景並以日本版素材流用。

## 工作人員
- 出品人：王東海
- 監製人：王建成
- 製片：黃觀雙
- 編劇：李川
- 副導演：陳慶豐
- 美術：王建富
- 特技：林功、李英宗
- 武術指導：金萬希
- 武術：楊安平、葛長生、李錦廣、翁順興、游宗輝
- 攝影指導：陳玉帛
- 攝影助理：蔡章勳、郭木盛
- 劇務：王順民
- 場記：陳淑華
- 燈光：莊嵩塘
- 燈光助理：李浩、張志雄、林明泰、鄭文德
- 化粧：蔡碧華
- 劇照：林祖淞
- 場務：李文蔭、李大中、高國柱、梁淮章、陳明國
- 布景：陳孝貴、陳祚安
- 剪接：黃秋貴
- 美術助手、模型製作、燈光：八木功（片中未列名）
- 作詞：李川、王建富
- 配樂：黃清音／菊池俊輔（沿用日本版配樂部分，未列名）
- 幕後主唱：張美惠、凌文雄、蔣忠、蔣昭男
- 配音、錄音：寶華配音公司
- 發行：東星電影事業股份有限公司
- 導演：林重光／折田至（日本版沿用畫面導演，未列名）

## 片中使用曲
所有曲目均收錄於1975年10月由海山唱片所發行的《電影「閃電騎士」全部插曲》專輯（商品編號：LS-1071）中，但專輯中關於詞曲作者與演唱者資料均完全並未列記。於電影片頭字幕中詞曲作者列記為「作詞：李川、王建富／作曲：黃清音」，另外翻唱曲目部分均由菊池俊輔作曲。演唱者部分，則統一列名為張美惠、凌文雄、蔣忠、蔣昭男四人（依片頭字幕為準，但未詳列何首曲目由何人負責演唱）。
- 片頭曲：「X 我們的騎士」

翻唱自原作《假面騎士X》電視版片頭曲（原唱：水木一郎）。
- 片中插曲1：「我就是X騎士」

於片中X騎士首度變身時，與GOD組織怪人「海龍蛟」對戰場景中使用，翻唱自原作《假面騎士X》電視版片尾曲（原唱：水木一郎）。
- 片中插曲2：「X騎士向前進」

於片中中段X騎士與GOD組織怪人「蝙蝠佛郎健」對戰場景中使用，翻唱自原作《假面騎士X》電視版插曲（原唱：子門真人）。
- 片中插曲3：「白色飛艇太陽號」

與齊武帝王的最終戰中使用，翻唱自原作《假面騎士X》電視版插曲（原唱：水木一郎）。

## 主要演員
- 聞江龍：飾 洪自強＝閃電騎士1號

相當於原版的假面騎士1號→本鄉猛。
- 李藝民：飾 湯志偉＝閃電騎士2號[3]

相當於原版的假面騎士2號→一文字隼人。
- 胡鈞：飾 陳英傑＝閃電騎士V3

相當於原版的假面騎士V3→風見志郎。
- 宋玲玉（現行藝名為宋宜芳）：飾 蔡蕾蕾＝閃電騎士4號

相當於原版中的騎士人→結城丈二，但改為女性。
- 黃政：飾 錢大龍＝閃電騎士X

相當於原版中的假面騎士X→神敬介。
- 常楓：飾 馬榮

相當於原版中的立花藤兵衛。
- 韓江：飾 錢國棟博士[4]

錢大龍之父，相當於原版中的神啓太郎教授。父子兩人遭魔神GOD組織怪人「海龍蛟」襲擊身受重傷，不願見到瀕死的兒子喪命的錢博士，鼓足餘力將其子改造為X騎士之後死去。
- 謝玲玲：兼飾 馮彩雲、馮娟娟

角色相當於原版中的水城涼子、霧子姐妹（為雙胞胎，但角色相關背景設定有異）。姊姊彩雲於五年前被GOD組織所擒，自此被迫為虎作倀，並企圖獲得錢博士的研究資料，與試圖暗殺錢大龍未遂。妹妹娟娟則為錢博士的助手，但在面對錢博士父子與其姊之間，一直受到良心的掙扎。
原作中的水城姊妹，在劇中後來相繼死於GOD組織之手，而本片中的姊姊馮彩雲則是出於不想再繼續為惡，反遭到GOD組織怪人克拉司殺害，但妹妹馮娟娟的下場則與原作不同仍然生還，且在後段劇情中淡出未再出現。
- 易原：飾 祁原博士
- 張遙：飾 祁原博士之妻[7]
- 常青：飾 祁原博士之女[8]
- 韋奇（Dean Welch，外籍演員）：飾 克拉司（GOD組織怪人，人類型態）
- 陳恩（童星）：飾 錢大龍（幼年）
- 小林昭二、水の江じゅん（剪接日本版畫面演出，演職員字幕未列名）

因使用日本版《五騎士對黑影魔王》畫面素材剪輯之故，在本片中以形同臨時演員的方式於片段畫面中出現。
- 楊安平
- 李錦廣
- 葛長生
- 翁順興
- 游宗輝
- 金萬希：飾 GOD組織手下

為GOD組織怪人克拉司所派遣的黑衣人之一，企圖對錢大龍不利。但遭到協助錢大龍脫困的馮彩雲所射殺。
- 李浩
- 郭木勝
- 黃得軍
- 姚春生

## 註腳
1. ↑  台灣上映時的順序異於日本《假面騎士》系列電影的上映先後，依序為《閃電騎士V3》→《閃電五騎士》→《閃電騎士大戰地獄軍團》。
2. ↑  實際上為《大魔神》中反派角色「黑暗大將軍」的表演活動道具服改造品。
3. ↑  但演員李藝民並未在本片中實際參加演出，唯一出現的變身場景也是剪輯了《閃電騎士V3》的畫面兼用。
4. ↑  此角色的全名於本系列三部電影裡僅於本片有提及，在其他兩部電影中均僅稱之為「錢博士」。
5. ↑  但此角色於系列其他兩部電影中均有登場，因此也借用了原版作品中其他科學家角色的設定以供串連劇情。本片中則因為他過去曾為其他兩作中的反派「撒旦組織」與「迪斯魔龍」效力的過往，成為邪惡集團「魔神GOD組織」的追殺對象。
6. ↑  在原作《假面騎士X》第8集中，水城霧子為了搭救神敬介而遭到GOD戰鬥工作員所殺。
7. ↑  張遙本人為本片演員常楓之妻。
8. ↑  常青本人為本片演員常楓的女兒。

## 其他電影引用
- 1994年周星馳主演的電影《破壞之王》國語配音版本中，將粵語原音對白的「十字电光」（指超人力霸王的必殺技「宇宙元素光線」）改稱為「閃電五騎士V3」。

## 類似作品
- 《哈努曼與假面五騎士》（原題：หนุมาน พบ 5 ไอ้มดแดง，英語直譯：Hanuman and the Five Ant Men，港譯：猴王與幪面超人）

由泰國萬歲製片公司（Chaiyo Production）於1975年拍攝的電影，設定上為先前萬歲公司所拍攝的超人力霸王電影《猴王大戰七超人》（原題：หนุมาน พบ 7 ยอดมนุษย์）的續集，使用素材也是日本的《假面騎士X》電影版，但多集中於全片的前段部分，原片中出現的日本演員畫面也照樣沿用，變身前的騎士，僅有飾演一文字隼人的佐佐木剛（僅於剪輯變身畫面素材中出現）以及飾演神敬介的速水亮登場（沿用原片畫面）。但泰國自行拍攝的畫面部分，由於道具製作較為粗糙（飾演騎士人的演員由於頭盔大小不合，整張臉甚至完全外露），因此兩相比較之下畫面則呈現出明顯的落差。而此片的拍攝據稱因未獲東映同意而產生著作權糾紛，最後由泰方賠償了事。

## 外部連結
- RIDER MOVIE解說（日本） （页面存档备份，存于）
- 假面騎士辭典（日本）
- 台灣電影網[永久]
- 香港影庫上《閃電五騎士》的資料（繁體中文）
- 豆瓣电影上《閃電五騎士》的資料 （简体中文）